# Georgisches Kammerorchester Ingolstadt
Das Georgische Kammerorchester Ingolstadt ist ein in Tiflis (Georgien) gegründetes und 1990 nach Ingolstadt (Bayern) übersiedeltes Kammerorchester.

## Entwicklung
Seit seiner Übersiedelung nach Deutschland 1990 hat das Georgische Kammerorchester seinen Sitz in Ingolstadt. Inzwischen hat sich das ehemalige Exil-Orchester mit Unterstützung der Stadt Ingolstadt, der AUDI AG und der Sparkasse Ingolstadt zu einem festen Bestandteil des regionalen und überregionalen Kulturlebens entwickelt. Die in Ingolstadt seit 2001 durchgeführte Konzertreihe des Ensembles verzeichnet beständig hohe Abonnentenzahlen.
Das Ensemble war 1964 in Tiflis/Georgien als Georgisches Staatskammerorchester gegründet worden und feierte 2014 sein 50-jähriges Bestehen. Nachdem das Orchester seinen Sitz die ersten 26 Jahre in Tbilisi, der Hauptstadt von Georgien, hatte, siedelte es über nach Ingolstadt, wo es seine zweite Heimat gefunden hat. Aber das neue Leben in Bayern ist nichts anderes als eine Fortsetzung des alten unter anderen Bedingungen. Denn Kontinuität ist Prinzip dieses sehr osteuropäischen Orchesters, das immer, auch im Exil seinen Charakter bewahren konnte. Noch immer spielen fast nur Musiker aus Georgien, der ehemaligen Sowjetunion, zumindest aus Osteuropa in dem Ingolstädter Ensemble.
Das Georgische Kammerorchester Ingolstadt versteht sich als Ensemble, das sich nicht nur für ein denkbar breites Repertoire verantwortlich fühlt, sondern als kultureller Botschafter der Stadt Ingolstadt auch Aktivitäten außerhalb der Abonnementreihen entfaltet. Rund sechzig Konzerte im Jahr führen das Orchester auch regelmäßig zu Musikfestivals, wie dem Internationalen Musikfest Kreuth, den Oettinger Residenzkonzerten oder dem Festlichen Sommer in der Wies sowie zu Konzerten ins Ausland, darunter nach Spanien, Frankreich, Georgien und in die Schweiz. Bei den Sommerkonzerten, einer Veranstaltungsreihe der AUDI AG, ist das Ensemble seit Jahren fester Bestandteil.
Seit 2010 wird das Ensemble als nicht staatliches Kulturorchester vom Freistaat Bayern gefördert.

## Künstler
Künstlerisch maßgeblich geprägt wurde das Orchester durch seine langjährige, von 1981 bis 1995 amtierende Leiterin, die Geigerin Liana Issakadse, sowie Dirigentenpersönlichkeiten wie Yehudi Menuhin und Kurt Masur. Klaus W. Sporer war langjähriger Konzertmeister des Ingolstädter Kammerorchesters. Von 2000 bis 2006 leitete Markus Poschner das Ensemble. Ihm folgte 2007 bis 2011 Ariel Zuckermann. Anschließend übernahm Lavard Skou Larsen die Position des Chefdirigenten. Während 2014 der in Los Angeles geborene Dirigent Benjamin Shwartz die künstlerische Leitung des Kammerorchesters innehatte, stand von 2015 bis Ende 2020 der Armenier Ruben Gazarian als Chefdirigent am Pult der Georgier. Gazarian war außerdem von 2002 bis 2018 künstlerischer Leiter des renommierten Württembergischen Kammerorchesters Heilbronn. Nach dem Abschied Gazarians in Ingolstadt übernahm Anfang 2021 erneut Ariel Zuckermann die künstlerische Leitung des Georgischen Kammerorchesters.
Namhafte Gastdirigenten und internationale Künstler wie David Oistrach, Barbara Hendricks, Swjatoslaw Richter oder Daniil Schafran sind genauso mit dem Orchester aufgetreten, wie in jüngerer Vergangenheit Heinrich Schiff, Tabea Zimmermann, Juan Diego Flórez, Gidon Kremer, Edita Gruberová, Giora Feidman, Elisso Wirsaladse, Lynn Harrell, Rudolf Buchbinder, Christian Zacharias, Lisa Batiashvili, François Leleux, Natalja Gutman, Sharon Kam, Diana Damrau, Zoltán Kocsis, Alfredo Perl, das Ensemble Kolsimcha, Gilles Apap, Maxim Wengerow, Nikolai Tokarew und Chatia Buniatischwili.

## Diskografie (eine Auswahl)
- 2015 Musikalischer Schmelztiegel Prag (ARS Produktion) mit Werken von Bohuslav Martinů. Storioni Trio und Ruben Gazarian (Leitung)
- 2015 Swiss Made (ARS Produktion) mit Werken von Paul Juon, Fabian Müller, Arthur Honegger und Ernest Bloch. Kamilla Schatz (Violine), Pi-Chin Chien (Violoncello) und Ruben Gazarian (Leitung)
- 2011 Georgische Miniaturen (Oehms Classic) mit Werken von Sulchan Nassidse, Joseph Bardanashvili und Sulchan Zinzadse. Alexander Korsantia (Klavier) und Ariel Zuckermann (Leitung)
- 2004 Kartuli Musika (Guild Music) mit Werken von Sulchan Nassidse, Igor Loboda und Sulchan Zinzadse. Markus Poschner (Leitung)

## Auszeichnungen und Preise
- 1971: Kunstpreis der Stadt Ingolstadt